# Virus S de la papa
El Virus S de la papa (PVS) es un virus perteneciente a la familia Betaflexiviridae y al género Carlavirus cuya importancia en el cultivo de la papa está aumentando a través del tiempo. Hasta los años 1950, este virus permaneció desconocido ya que sus síntomas son muy poco visibles. El PVS puede causar perdidas en rendimientos de hasta un 20%. El PVS es trasmitido por áfidos en forma no persistente, incluyendo Myzus persicae, el pulgón verde del duraznero. Es además trasmitido mecánicamente y por medio de los tubérculos.

## Síntomas
La mayoría de los cultivares de papas no presentan síntomas. En algunos cultivares, y si han sido infectados temprano en el ciclo del cultivo, mostraran síntomas tales como un ligero hundimiento de las nervaduras, hojas rugosas, crecimiento más abierto, moteado suave, bronceado o manchas necróticas muy pequeñas en las hojas.

## Control
El PVS es muy difícil de detectar visualmente. Los insecticidas son inefectivos en controlar los virus trasmitidos en forma no persistente. Los aceites para aplicación en cultivos pueden ser usados temprano en la estación. Al final del ciclo del cultivo las plantas tienden a hacerse resistentes a las infecciones por el PVS. Se debe impedir la diseminación mecánica dentro del campo por medios de la desinfección de las herramientas y disminuyendo (o reduciendo) el movimiento a través del cultivo. Además, se deben todas las plantas que presenten síntomas.